# Gunilda da Dinamarca
Gunilda da Dinamarca (em dinamarquês:  Gunhild; c. 1020 — 18 de julho de 1038) foi rainha consorte da Germânia como a primeira esposa de Henrique III do Sacro Império Romano-Germânico.

## Família
Gunilda era filha do rei Canuto II da Dinamarca e Ema da Normandia. Os seus avós maternos eram Ricardo I da Normandia e sua segunda esposa Gunora de Crépon.
Era irmã de Canuto III da Dinamarca. Do lado paterno era meia-irmã de Sueno da Noruega e Haroldo I de Inglaterra. Do lado materno era meia-irmã de Alfredo Atelingo e Eduardo, o Confessor, rei dos Inglaterra.

## Biografia
Em 1036, Gunilda casou-se com o imperador Henrique III. Ele era o filho e herdeiro de Conrado II do Sacro Império Romano-Germânico e Gisela da Suábia. Depois do casamento adotou o nome de Cunegunda. Tiveram só uma filha, Beatriz (1037 - 13 de julho de 1061), abadessa de Quedlimburgo e Gandersheim.
O seu casamento fazia parte do pacto entre seu pai Canuto e Conrado II, para a pacificação das fronteiras na área de Quiel. O acordo tinha sido feito antes da morte de Canuto em 1035. Na altura do casamento ela vivia na corte germânica desde 1025.
De acordo com as crónicas de Alberico de Trois-Fontaines e Guilherme de Malmesbury, Gunilda foi acusada de adultério e defendida num tribunal por combate, mas depois da vitória do seu campeão, ela desdenhou o acontecido e tornou-se freira. Mais tarde parece ter-se reconciliado com o marido.
Em 1038, Conrado II foi convidado a intervir em Itália e tanto Henrique III como Gunilda participaram nessa campanha.
Na viagem de regresso à Alemanha, uma epidemia eclodiu entre as tropas imperiais e Gunilda foi uma das vítimas.